# Каппелхоф, Йохан
Йохан Каппелхоф (нидерл. Johan Kappelhof; род. 5 августа 1990, Амстердам, Нидерланды) — нидерландский футболист, защитник.
Каппелхоф родился в семье нидерландки и ганца.

## Клубная карьера

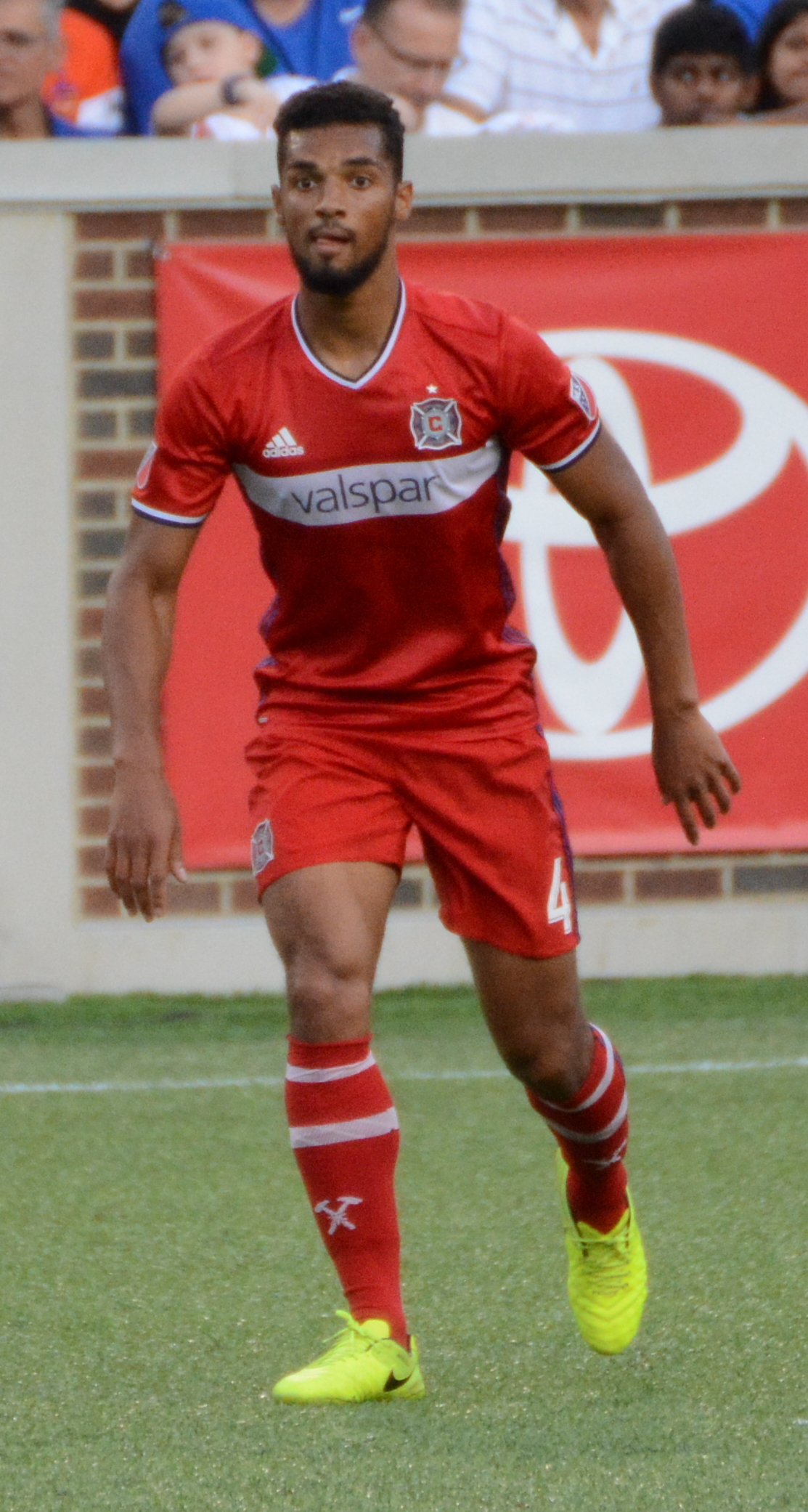
Каппелхоф в составе «Чикаго Файр»

Каппелхоф — воспитанник амстердамского «Аякса» из своего родного города. В 2011 году Йохан подписал свой первый профессиональный контракт с «Гронингеном». 20 августа в матче против «НАК Бреда» он дебютировал в Эредивизи. 15 сентября 2013 года в поединке против «Херенвена» Йохан забил свой первый гол за «Гронинген». В 2015 году он помог клубу выиграть Кубок Нидерландов.
2 февраля 2016 года Каппелхоф перешёл в клуб MLS «Чикаго Файр», подписав трёхлетний контракт. В американской лиге он дебютировал 6 марта в матче стартового тура сезона 2016 против «Нью-Йорк Сити». В апреле 2018 года он получил грин-карту и в MLS перестал считаться иностранным игроком. 26 января 2019 года Каппелхоф подписал с «Чикаго Файр» новый контракт сроком до конца сезона 2021. По окончании сезона 2021 Каппелхоф покинул «Чикаго Файр» в связи с истечением срока контракта.
18 февраля 2022 года Каппелхоф на правах свободного агента присоединился к «Реал Солт-Лейк», подписав контракт на сезон 2022 с опцией продления на сезон 2023. За РСЛ он дебютировал 19 марта в матче против «Нэшвилла». 13 июля в матче против «Атланты Юнайтед» он забил свой первый гол в MLS. По окончании сезона 2022 «Реал Солт-Лейк» не стал продлевать контракт с Каппелхофом.
2 июля 2023 года Каппелхоф и Йорди Брёйн подписали контракты с клубом чемпионата Ливана «Сафа», где главным тренером стал их соотечественник Ян де Йонге.

## Достижения
Командные
 «Гронинген»
- Обладатель Кубка Нидерландов: 2014/15